# آرامگاه دیوار کرملین

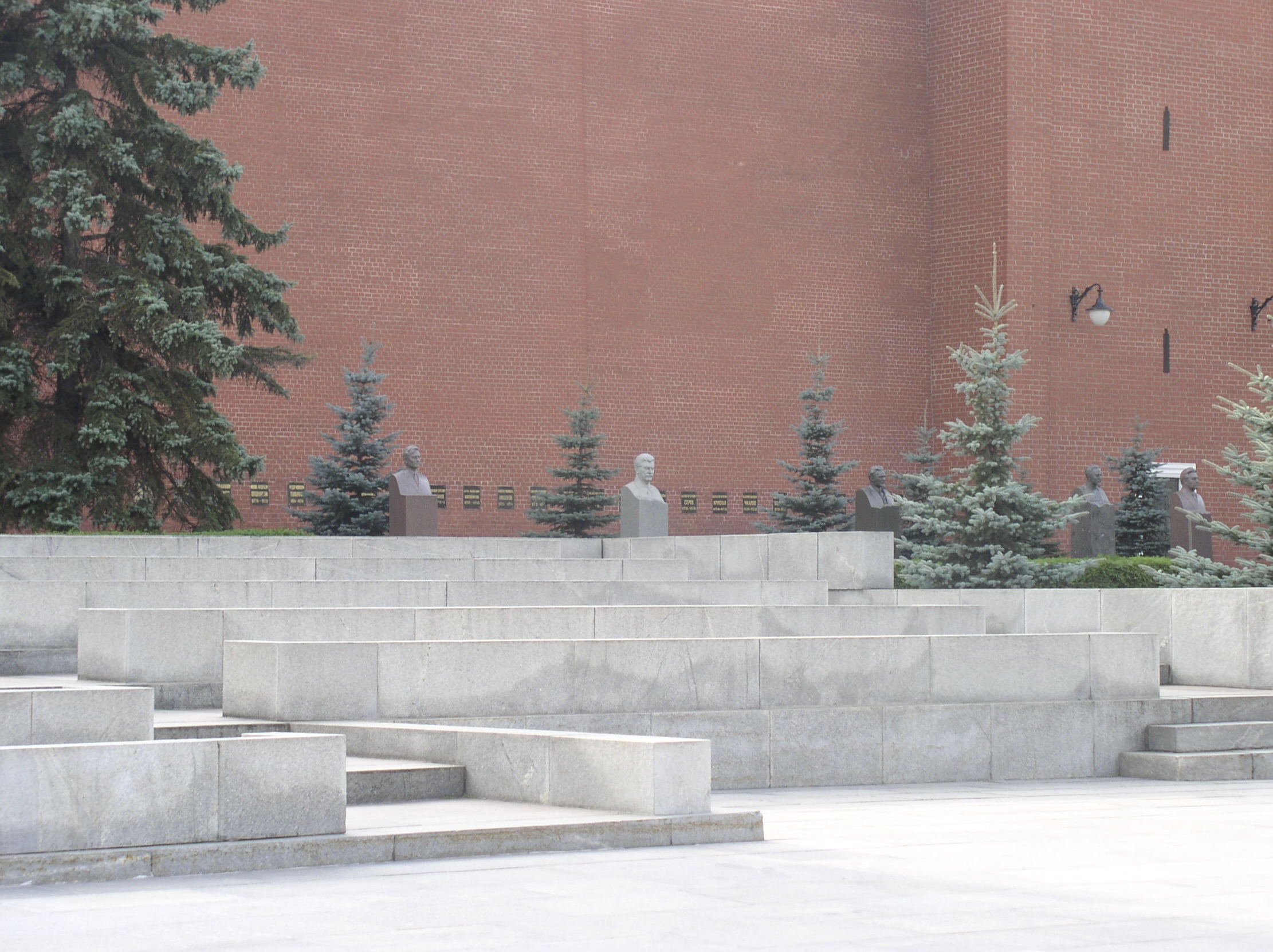
آرامگاه دیوار کرملین

آرامگاه دیوار کرملین (به روسی: Некрополь у Кремлёвской стены) گورستانی در کنار کاخ کرملین و میدان سرخ در شهر مسکو، و محل به خاک سپاری افراد برجسته است. با روی کار آمدن کمونیسم در روسیه دو مقبره در زیر دیوار کرملین برای نگهداری بقایای ۲۴۰ نفر از شرکت‌کنندگان در انقلاب اکتبر سال ۱۹۱۷ ساخته شد. از افراد مشهوری که در این مقبره مدفون هستند می‌توان به چارلز امیل روتنبرگ، ماکسیم گورکی، سرگئی کارالیوف، یوری گاگارین و جوزف استالین اشاره کرد.
اولین مجسمه نیم تنه گرانیتی در سال 1919 پس از مرگ یکی از رهبران اصلی انقلاب، ایاکوف سوردلوف، در اینجا گذاشته شد.